# Ralf Hübner (Fußballspieler)
Ralf „Antek“ Hübner (* 14. Oktober 1933; † 2009) war Fußballspieler in Chemnitz bzw. Karl-Marx-Stadt. Für die BSG Chemie Karl-Marx-Stadt und den SC Motor Karl-Marx-Stadt spielte er in der DDR-Oberliga, der höchsten Spielklasse des DDR-Fußball-Verbandes.

## Fußball-Karriere

### Anfänge
Seine Mannschaftskameraden verliehen dem Spaßvogel Hübner den Spitznamen „Antek“ in Anlehnung an die schlesisch-rheinischen Kultfiguren Antek und Franzek, deren Witze in den 1940er und 50er Jahren in Deutschland populär waren. Mit dem Fußballsport begann Hübner als Zehnjähriger beim FC Preussen Chemnitz, zunächst als Torwart, später als Stürmer. Nach Ende des Zweiten Weltkrieges spielte er als Jugendlicher zunächst bei der Sportgemeinschaft Chemnitz West, aus der später die Betriebssportgemeinschaft (BSG) Stahl West Chemnitz wurde, mit der Hübner zuletzt 1951/52 in der drittklassigen Landesliga Sachsen aktiv war. In dieser Zeit wurde Hübner auch in der Chemnitzer Stadtauswahl und der Landesauswahl Sachsen eingesetzt.

### 1. Aufstieg in die DDR-Oberliga
Zur Saison 1952/53 wechselte Hübner zum zweitklassigen DDR-Ligisten BSG Chemie Chemnitz. Dort wurde er vom 6. Spieltag an mit nur zwei Unterbrechungen regelmäßig als Stürmer auf der linken Seite eingesetzt und wurde mit sieben Punktspieltoren zweitbester Torschütze der BSG. 1953/54 war Hübner unangefochtener Stammspieler seiner Mannschaft, die nach der Umbenennung der Stadt nun als BSG Chemie Karl-Marx-Stadt antrat. Regelmäßig als Mittelstürmer spielend absolvierte er alle 26 Punktspiele und wurde mit seinen 22 Treffern Torschützenkönig der DDR-Liga. Er war damit einer der Garanten für den Aufstieg in die DDR-Oberliga. In der Eliteliga des DDR-Fußballs hatte Hübner keine Anpassungsschwierigkeiten. Er fehlte lediglich bei zwei Punktspielen und wurde mit seinen neun Toren erneut bester Torschütze der BSG Chemie.
Überraschend kehrte er zur Saison 1956, in der erstmals nach dem Kalenderjahr-Rhythmus gespielt wurde, zu seiner früheren Betriebssportgemeinschaft zurück, die sich inzwischen Motor West Karl-Marx-Stadt nannte und in der drittklassigen II. DDR-Liga spielte. 1957 spielte er wieder seine Torjägerqualitäten voll aus und wurde in der Südstaffel der II. DDR-Liga erneut Torschützenkönig. Nach einer dritten Spielzeit in der dritten Liga wurde die BSG Motor West dem SC Motor Karl-Marx-Stadt, Nachfolger der BSG Chemie, angegliedert, wo sie als 2. Mannschaft fungierte.
Als es nach acht Spieltagen in der 1. Mannschaft, die als Absteiger in der I. DDR-Liga spielte, einen Trainerwechsel gab, sorgte der neue Trainer Hans Höfer dafür, dass Hübner als ehemaliger Oberligaspieler in die 1. Mannschaft des SC Motor übernommen wurde. Bis zum Saisonende kam er so noch auf acht Zweitligaspiele, in denen er aber nur zwei Tore schoss. Binnen einer Saison wurde der Sportclub in die dritte Liga durchgereicht, und so fand sich Hübner 1959 in der II. DDR-Liga wieder. Mit 15 Treffern wurde Hübner zum wiederholten Male Torschützenkönig seiner Mannschaft und war damit maßgeblich an der sofortigen Rückkehr in die I. DDR-Liga beteiligt.

### 2. Oberliga-Aufstieg
In den folgenden beiden Zweitligaspielzeiten musste Hübner von August 1960 bis Oktober 1961 aussetzen. Da nach 1960 wieder auf die Sommer-Frühling-Spielzeit umgestellt wurde, dauerte die Saison 1961/62 39 Runden. In den insgesamt 65 Spieltagen kam Hübner nur in 30 Begegnungen zum Einsatz, kam aber noch auf 15 Tore. Allein mit elf Toren war er 1962 wieder am Aufstieg in die DDR-Oberliga beteiligt. Zu Beginn seiner zweiten Oberligasaison 1962/63 war Hübner inzwischen 28 Jahre alt. Er kam nur noch zu acht Punktspieleinsätzen, in denen er noch einmal zwei Tore erzielte. Die Begegnung des letzten Saisonspieltages Dynamo Dresden – SC Motor (1:1) am 5. Mai 1963 war Hübners letztes Pflichtspiel für die 1. Mannschaft des Karl-Marx-Städter Klubs. Es war sein 32. Oberligaspiel gewesen. Neben seinen elf Erstligatoren schoss er in 81 Zweitligaspielen weitere 46 Tore. Insgesamt bestritt Hübner für die BSG Chemie und den SC Motor Karl-Marx-Stadt 137 Pflichtspiele, in denen er 71 Tore erzielte.

### Karriere-Ende
Als Hobbyfußballer spielte Hübner noch einige Zeit beim Viertligisten BSG Motor Germania Karl-Marx-Stadt. Ab 1968 war er bis 1985 als Nachwuchstrainer beim FC Karl-Marx-Stadt, dem Nachfolgeklub des SC Motor, tätig. Dessen Nachfolger, der Chemnitzer FC, übertrug Hübner die Ehrenmitgliedschaft auf Lebenszeit. Hübner starb 2009 im Alter von 75 Jahren.